# Мексиканска червеноколенеста тарантула
Мексиканска червеноколенеста тарантула (Brachypelma smithi) е вид паяци от род Brachypelma. Обитава районите на тихоокеанското крайбрежие на Мексико и в южната част на САЩ. Предпочита влажни места, крие се в храстите.
Червеноколенестите тарантули са едни от най-популярните видове паяци, които се отглеждат като домашни любимци, заради големия им размер и ярка окраска.
Зради рязкото намаляване на броя на червеноколенестите тарантули, този вид е забранен за лов с цел продажба на животните и е забранен вноса и износа на всички видове паяци от род Brachypelma. Отглеждането и размножаването им в домашни условия обаче е разрешено.

## Описание
Размерът на тялото достига до 10 см, а заедно с крачетата – до 18 см.
Окраската е тъмнокафява, на места почти черна, на крачката има ярки червени или оранжеви участъци, понякога с бяла или жълта окантовка.
След всяко линеене окраската на паяка става все по-изразителна – тъмните участъци все повече се доближават до черния цвят, а тези с червен стават все по-наситени.
Приблизително веднъж годишно паякът линее, при които напълно сменя кожата си. По време на линеенето паякът не се движи и не се храни.
Тялото е покрито с гъсти косъмчета със светлорозов или кафяв цвят.
При стрес паякът изритва косъмчета от коремчето си. Попадането на косъмчетата върху човешка кожа може да предизвика алергична реакция (сърбеж и зачервяване), а при попадането им в очите може да доведе до увреждане на зрението.
Този вид паяци е един от най-спокойните и неагресивни. Подходящи за отглеждане от начинаещи.

## Начин на живот
Расте бавно, достига полова зрялост през третата, четвъртата година. Храни се с дребни гущери, гризачи, птици и едри насекоми — например щурци. Женските живеят по-дълго от мъжките екземпляри. Продължителност на живота – до 30 години.
Самката снася до няколкостотин яйца. Расте много бавно.